# إيفرت فيبس بابكوك
إيفرت فيبس بابكوك (بالإنجليزية: Everett Phipps Babcock)‏ هو مهندس معماري أمريكي، ولد في 1874، وتوفي في 1928.